# Torre de Xlendi
La torre de Xlendi (en maltés: Torri tax-Xlendi) es una atalaya situada cerca de la bahía de Xlendi, dentro de los límites de Munxar en la isla de Gozo, Malta. La torre es una de las torres Lascaris, data de 1650 y actualmente se encuentra en restauración.
Es la más antigua de las cuatro atalayas supervivientes en Gozo. Las torres de más antigüedad, las de Garzes y Marsalforn fueron destruidas en los siglos XVIII y XIX.

## Historia
La construcción de la torre de Xlendi la propuso en 1649 el baílio Baldassare de Demandolx. La construcción comenzó poco después y se completó en junio de 1650. El coste de la construcción corrió a cargo de la Universidad de Gozo.
La torre es rectangular y su diseño es similar al de las torres Lascaris de más antigüedad y situadas en Malta. A diferencia de éstas, la torre de Xlendi tiene una plataforma adicional con una pendiente a su base en el lado del mar. Tiene una azotea, donde se colocaban las armas. Inicialmente dos armas de 6 libras que se reemplazaron más tarde por dos de cuatro libras. La entrada a la torre es por medio de un vuelo externo de escalera que conecta con la única puerta, situada en el segundo piso. Originalmente, la torre estaba bajo la orden de un Capomastro, asistido por un bombardero, y un Aggiutante, todos ellos asalariados de la universidad. Por la noche, tres hombres se encontraban en la torre. En las cercanías de la torre hay salinas.
Ya en 1681 se encontraba en mal estado y con necesidad de ser renovado. Durante la era británica la torre estuvo bajo la responsabilidad del Regimiento de Defensa Real de Malta (1815-1861), que pasaría a ser la Artillería de Defensa Real de Malta (1861-81). Cuándo la artillería dejó de encargarse de trabajos costeros en 1873, la torre fue abandonada.
Durante la Segunda Guerra Mundial, la policía costera ocupó la torre como punto de vigilancia. En 1954 la torre se arrendó a personas privadas pero finalmente fue abandonada.

## Actualidad

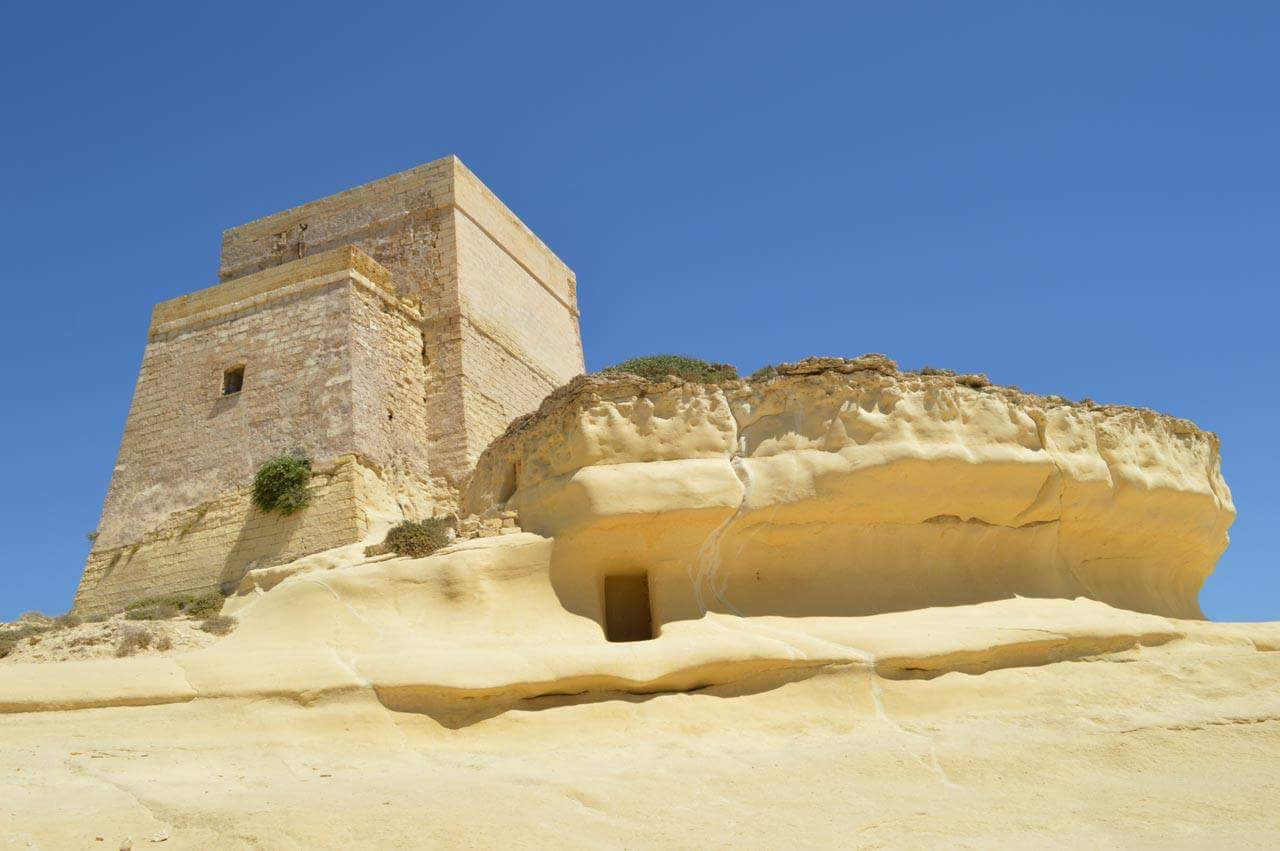
La torre de Xlendi Tower y su formación de roca natural.jpg
Descripción:Este medio es propiedad cultural del estado Maltese registrado con el número 00036.
Licencia:CC BY-SA 4.0
Fecha:2016-08-17
Autor:Continentaleurope
Categorías: Torre de Xlendi

La torre se entregó al consejo local de Munxar y al trust Din l-Art Ħelwa en octubre de 2009, los cuales se están encargando de restaurar la torre compartiendo los gastos a partes iguales.

## Galería de imágenes

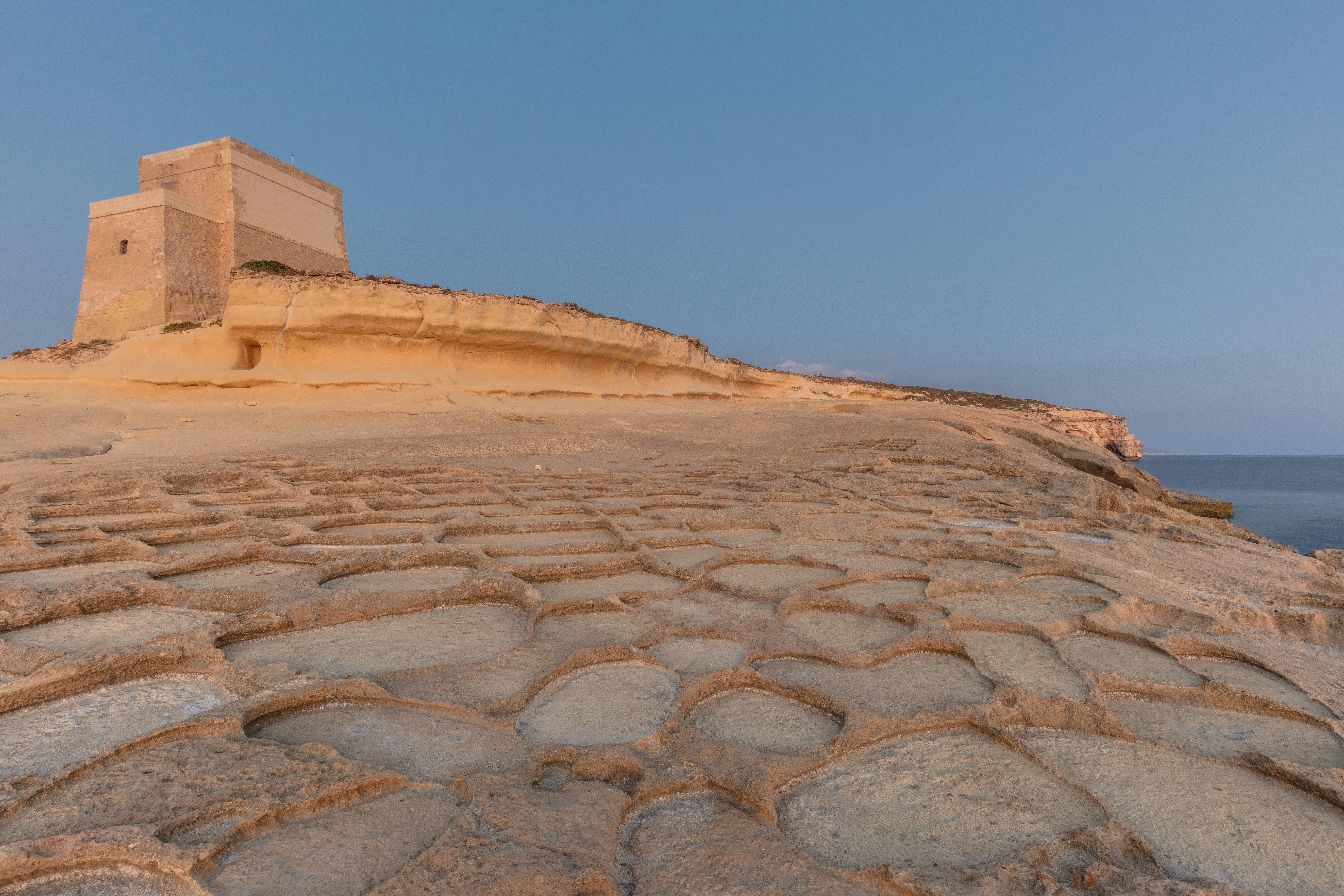
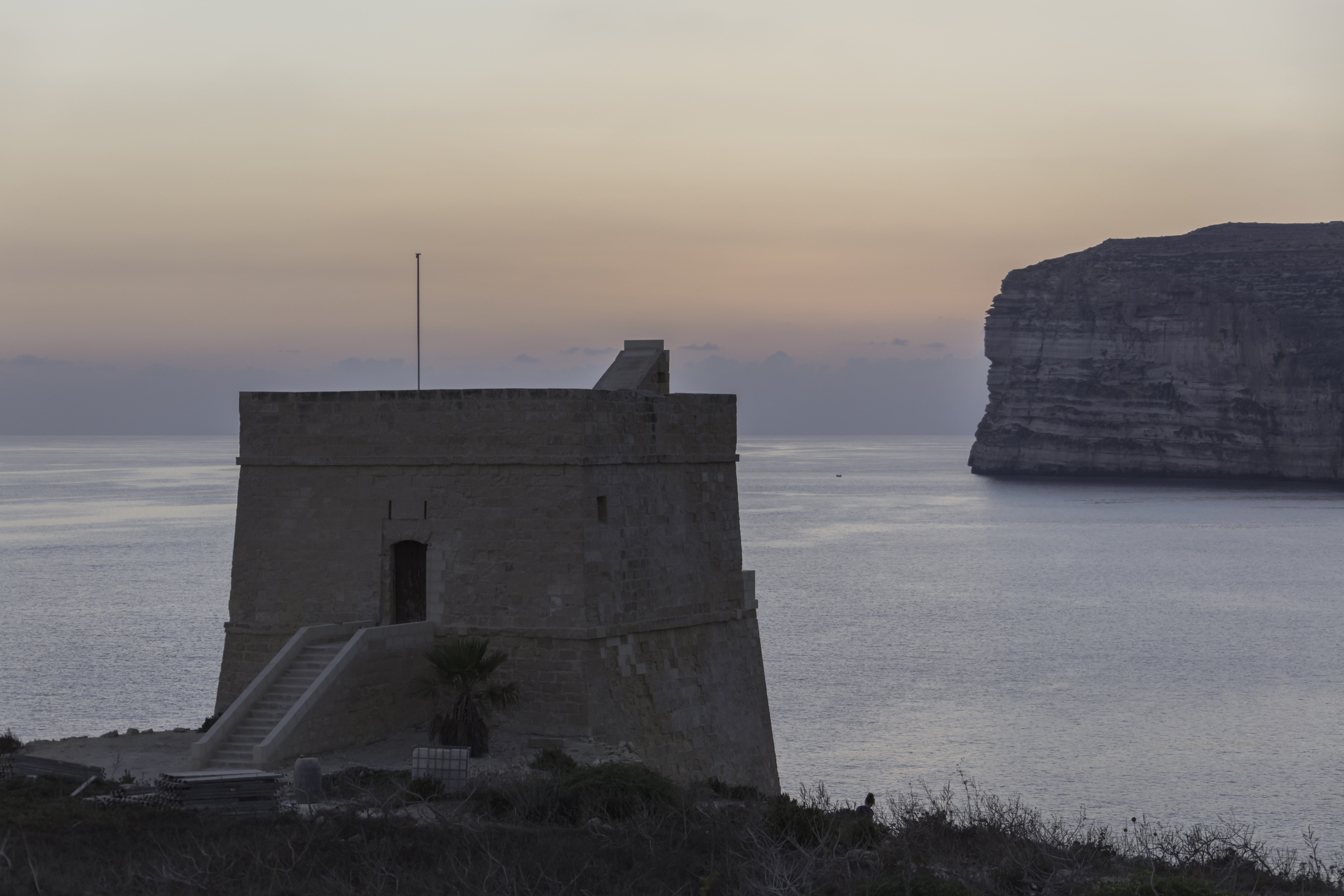
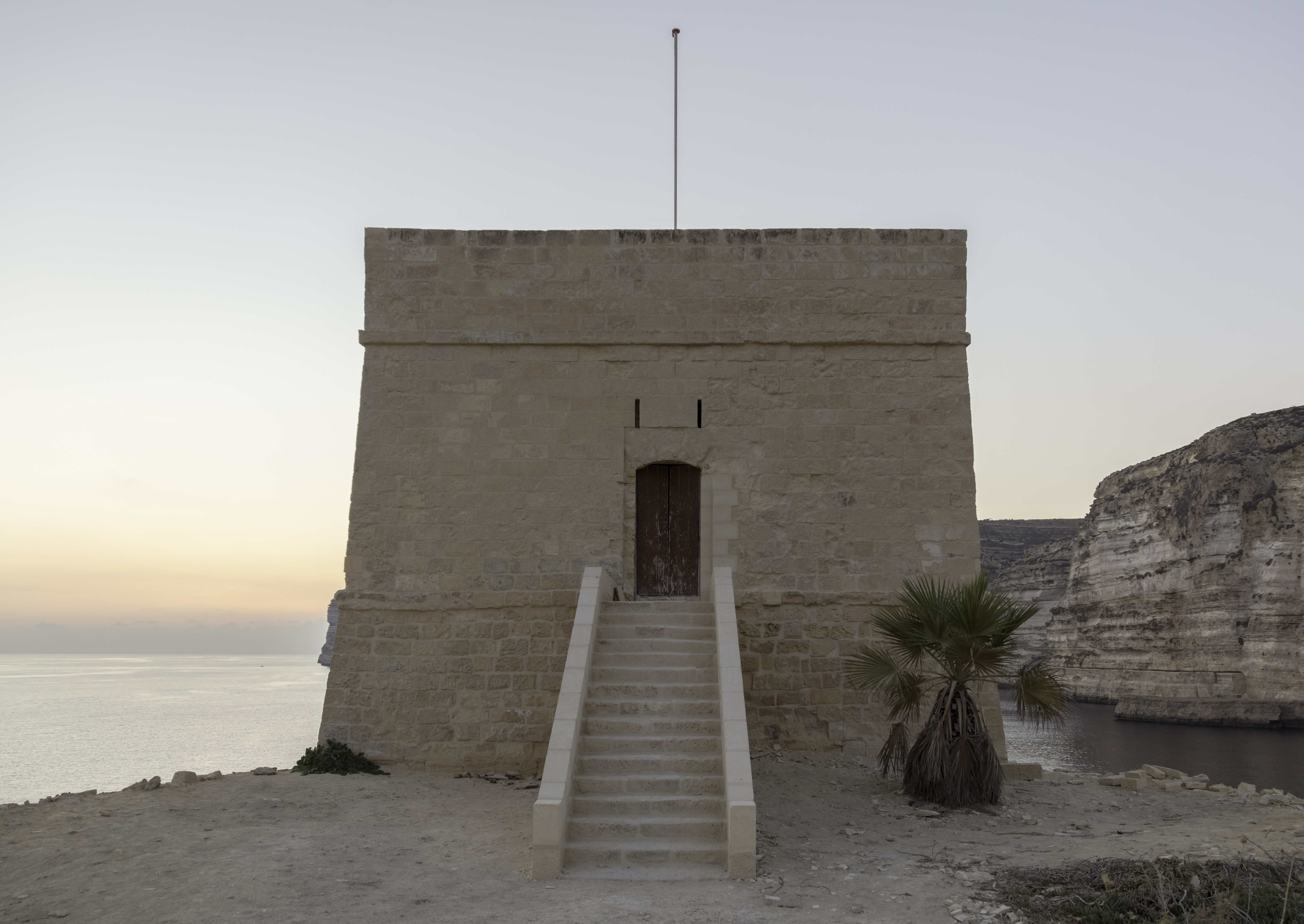
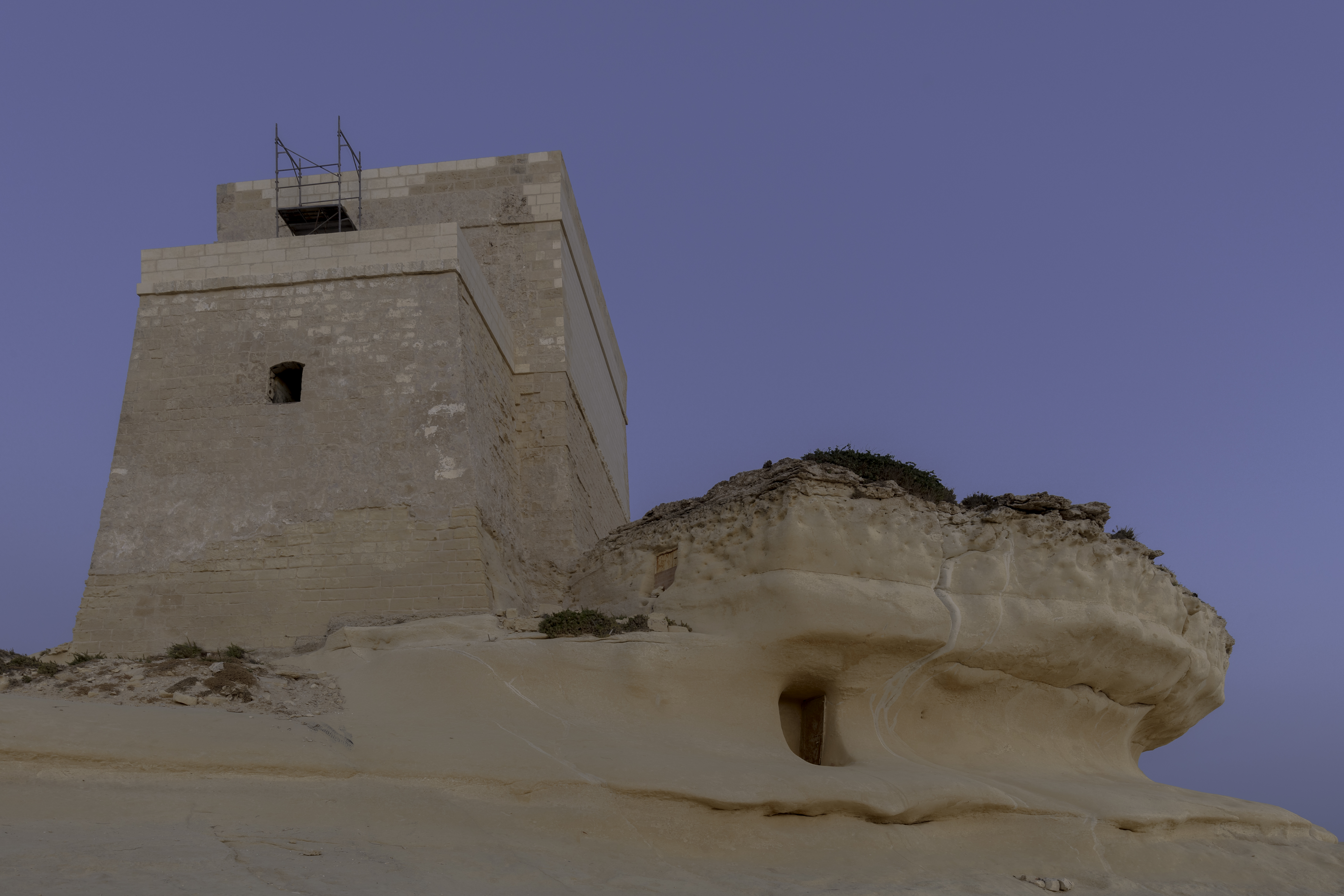
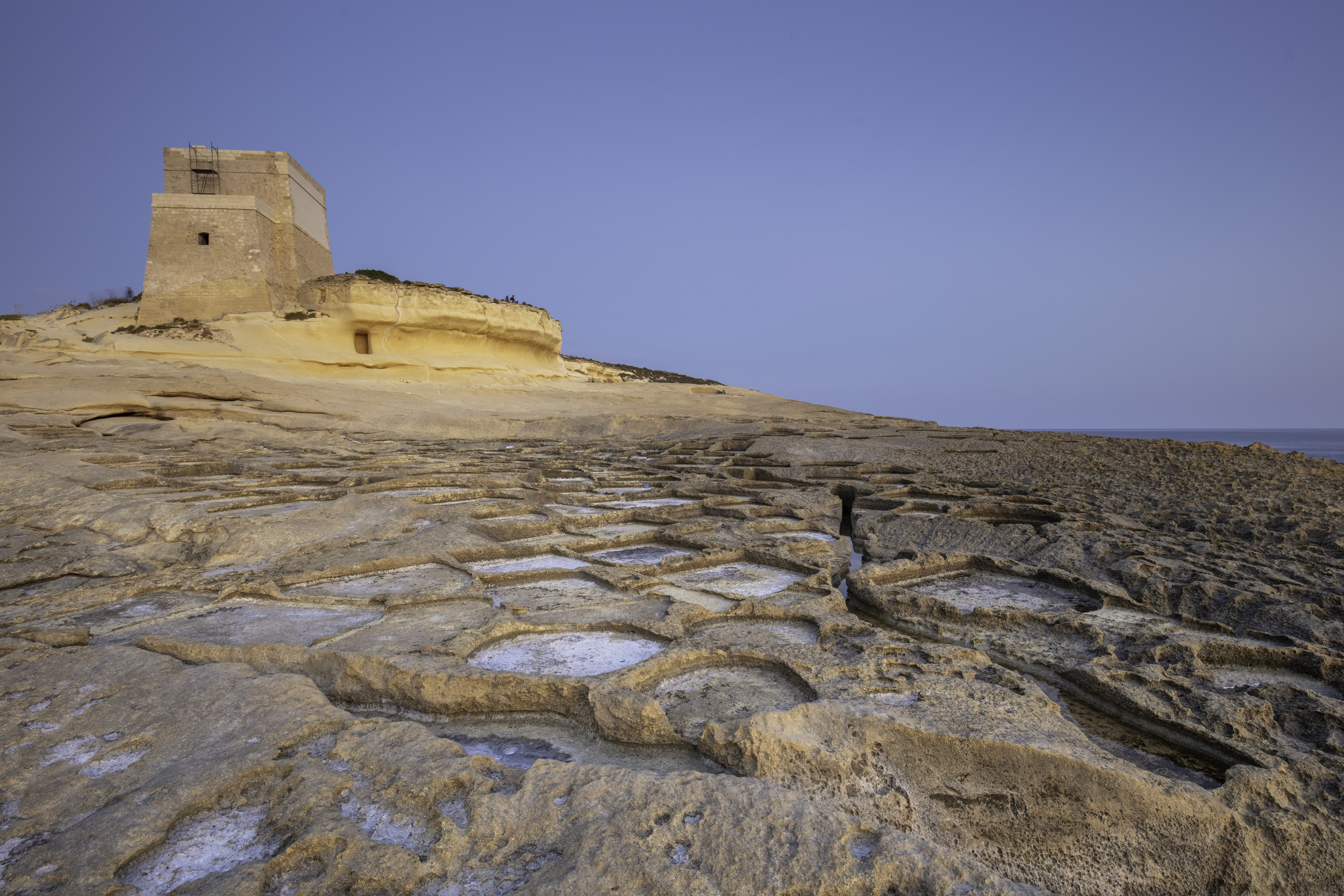
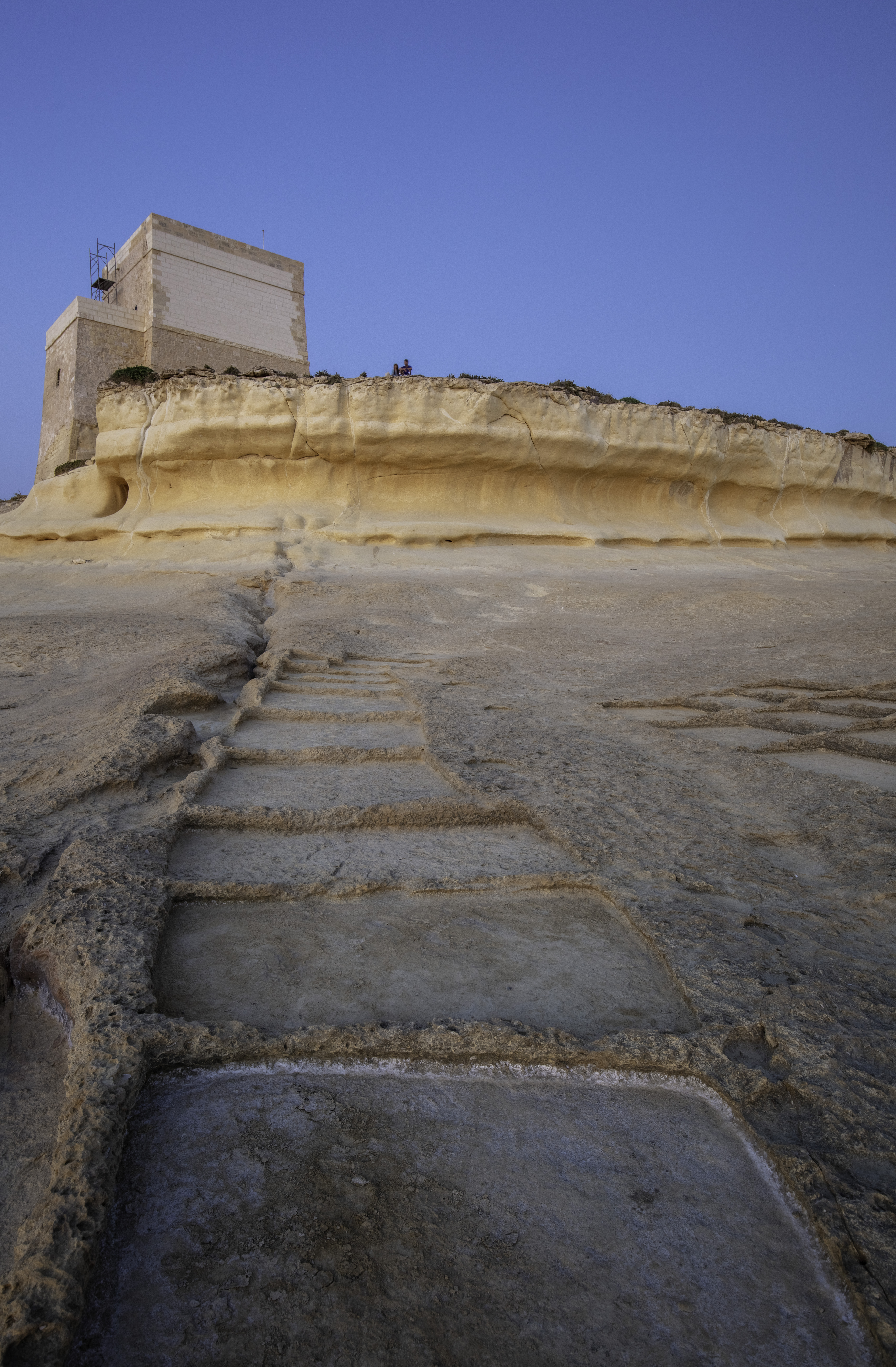